# モンバサ (小惑星)
モンバサ (1428 Mombasa) は小惑星帯に位置する小惑星。南アフリカのシリル・ジャクソンによって発見された。
アフリカ、ケニア共和国海岸州のモンバサ島にある都市、モンバサに因んで命名された。